# Musée Hatakeyama des Beaux-Arts

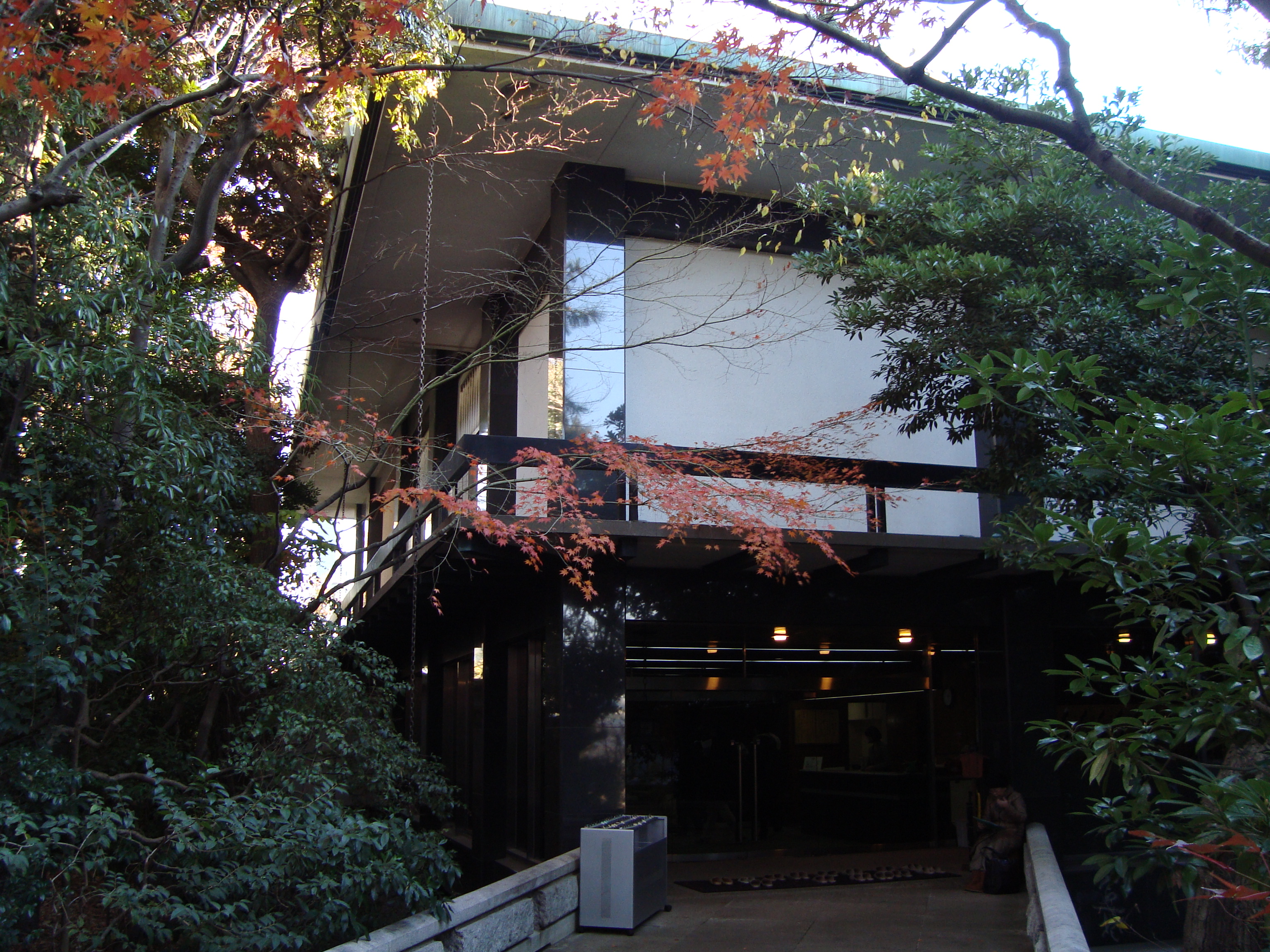
Entrée du musée

Le musée Hatakeyama des Beaux-Arts (畠山記念館 (Hatakeyama Kinenkan)) est un musée privé situé à Tokyo, consacré aux ustensiles relatifs au thé. Il abrite d'anciennes œuvres d'art chinoises, coréennes et japonaises telles que des peintures, des calligraphies, des poteries des objets en laques ainsi que des costumes du théâtre noh. Des quelque trois mille objets de la collection, six sont des Trésors nationaux du Japon et trente-deux ont été désignés Biens culturels importants. Le musée tient son nom de son premier directeur, Hatakeyama Issē.

## Galerie

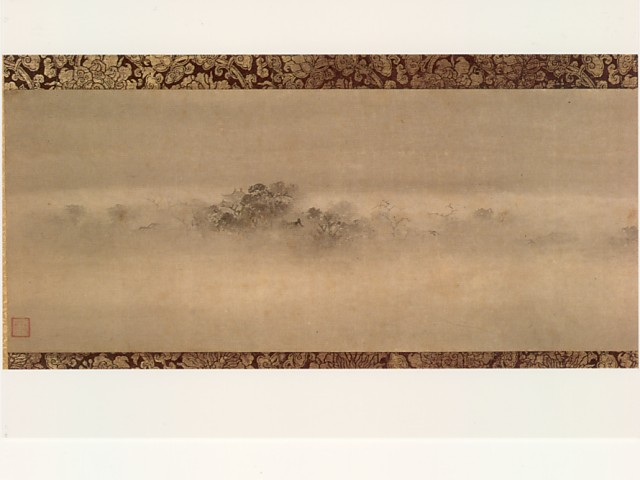
Cloche du matin du temple enveloppé de brume (紙本墨画煙寺晩鐘図, shihon bokuga　enji banshōzu). La scène représentée est une des Huit vues de Xiaoxiang. Rouleau suspendu. Encre sur papier. Trésor national du Japon
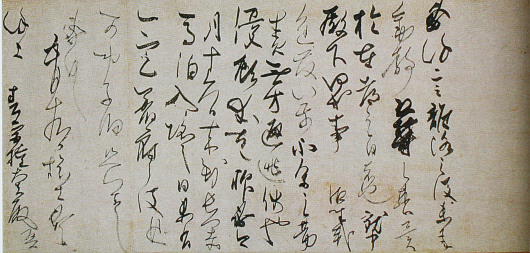
Lettre de Fujiwara no Sari (藤原佐理筆書状, Fujiwara no Sari hitsushojō) daté de 991, époque de Heian. Rouleau suspendu, encre sur papier, 64.6 cm × 131.7 cm. Trésor national du Japon.
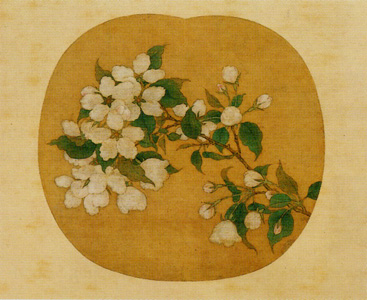
Pomme en fleur (絹本著色林檎花図, kenpon chosoku ringo no hana zu). Rouleau suspendu, 23.6 x 25.5 cm. Couleur sur soie. Trésor national du Japon

## Sources
- (en) Cet article est partiellement ou en totalité issu de l’article de Wikipédia en anglais intitulé « Hatakeyama Memorial Museum of Fine Art » (voir la liste des auteurs).